# Maringgai
Maringgai is een bestuurslaag in het regentschap Lampung Timur van de provincie Lampung, Indonesië. Maringgai telt 3539 inwoners (volkstelling 2010).